# Paranocaracris tridentatus
Paranocaracris tridentatus is een rechtvleugelig insect uit de familie Pamphagidae. De wetenschappelijke naam van deze soort is voor het eerst geldig gepubliceerd in 1916 door Stshelkanovtzev.